# Hymiskviða

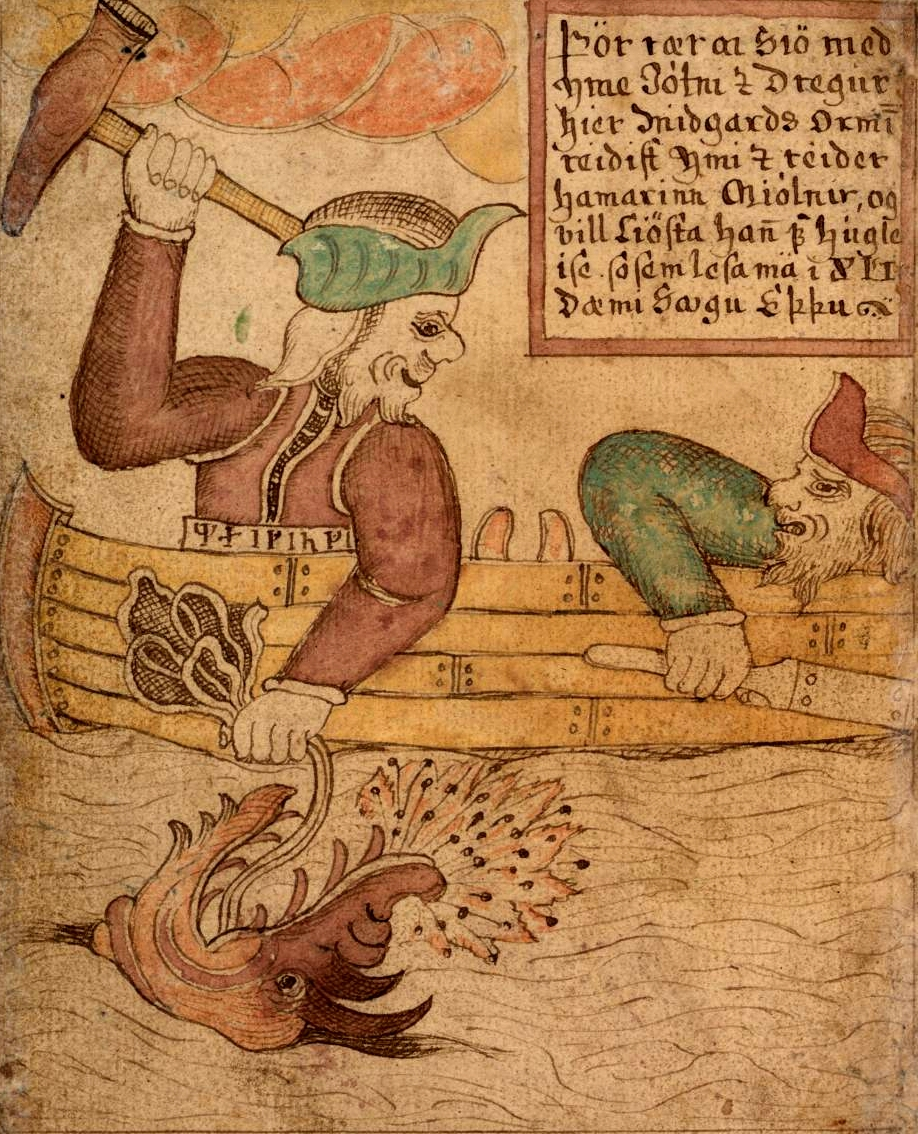
Thor und Hymir fischen nach der Midgardschlange. Illustration des isländischen Manuskripts SÁM 66 von Jakob Sigurðsson um 1765–1766.

Hymiskviða (altnordisch für „Das Lied von Hymir“) ist ein sogenanntes Götterlied der Lieder-Edda. Das Lied ist in 39 Strophen im eddischen Versmaß des Fornyrðislag sowohl im Korpus des Codex Regius sowie in der Handschrift AM 748 4° überliefert. Verfasst wurde das Lied mutmaßlich im 12. oder 13. Jahrhundert. Namengebend für das Lied ist der Riese Hymir, der als quasi Antagonist zur eigentlichen Hauptfigur des Gottes Thor agiert. Die Handlung und Zeichnung der Figuren zeigen deutliche schwankhafte Züge. Das bedeutende Motiv der Handlung ist der Plot des Thorsmythos der Angelung der Midgardschlange oder auch als Thors Fischzug bezeichnet. Dieses Motiv unterlag einer vielfachen Rezeption in der altnordischen Literatur speziell in der Skaldendichtung (Þórsdrápa) und in der bildenden Kunst in Form skulpturaler Anbringungen auf Runen- und Bildsteinen.

## Handlung
Das Gedicht erzählt von den Asen, die Ægir besuchten. Sie stellten fest, dass er viele Töpfe zum Kochen besaß und er deshalb ihr Gastgeber sein sollte. Ægir stimmte zu unter der Bedingung, dass die Asen einen Topf brachten, der groß genug war, um das Essen für sie alle zu kochen.
Ein so großer Topf konnte nicht ohne Weiteres aufgetrieben werden, aber Týr, der Sohn von Odin, erinnerte sich, dass sein „Vater Hymir“ (ein Widerspruch zur Prosa-Edda, in der Odin der Vater von Tyr genannt wird) einen derart großen Topf besaß. Danach reisten die Asen in Richtung Hymirs Heim ab.
Bei Hymir angekommen, speiste Thor so viel von Hymirs Essen, dass beide nach draußen zum Fischen gehen mussten, weil Thors Appetit Hymirs Speisekammer geleert hatte. Weiter erzählt das Gedicht, wie Thor beinahe die Midgardschlange fing und damit seine Stärke demonstrierte, aber Hymir verspottete ihn und sagte, er könne unmöglich stark sein, wenn er Hymirs Trinkbecher nicht zu zerbrechen vermöge. Der Becher war magisch und konnte nur durch einen Wurf gegen Hymirs Schädel zerstört werden. Thor, der darüber Bescheid wusste, warf den Becher gegen Hymirs Schädel (oder Helm), sodass dieser zerbrach. Der verärgerte Hymir sagt den Asen daraufhin, dass sie den Topf nehmen und abreisen sollten.

## Ausschnitt aus der Hymiskviða
Übersetzung von Karl Joseph Simrock (1851):
An die Angel steckte der Irdischen Gönner

Als Köder den Stierkopf zum Kampf mit dem Wurm.

Gähnend haschte der gottverhaßte

Erdumgürter nach solcher Atzung.

Tapfer zog Thôr der gewaltige

Den schimmernden Giftwurm zum Schiffsrand auf.

Das häßliche Haupt mit dem Hammer traf er,

Das felsenfeste, dem Freunde des Wolfs.

Felsen krachten, Klüfte heulten,

Die alte Erde fuhr ächzend zusammen:

Da senkte sich in die See der Fisch.

## Abbildungen aus der Wikingerzeit
Die Fischfangszene ist auf dem Runenstein von Altuna in der Provinz Uppland in Schweden abgebildet. Darauf sieht man Thor im Bot stehend mit dem erhobenen Hammer Mjölnir.
Eine andere Abbildung findet sich auf dem Gosforth-Kreuz in der Stadt Gosforth in Cumbria, England.

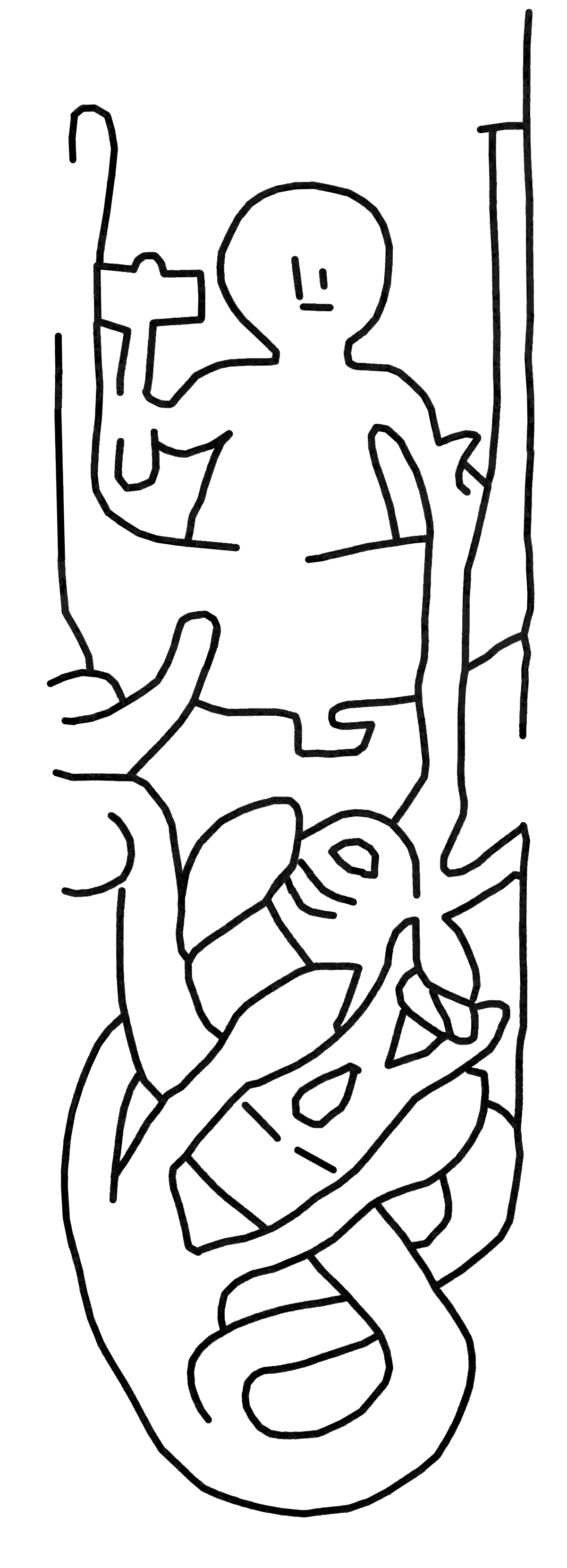
Zeichnung der Abbildung des Runenstein von Altuna
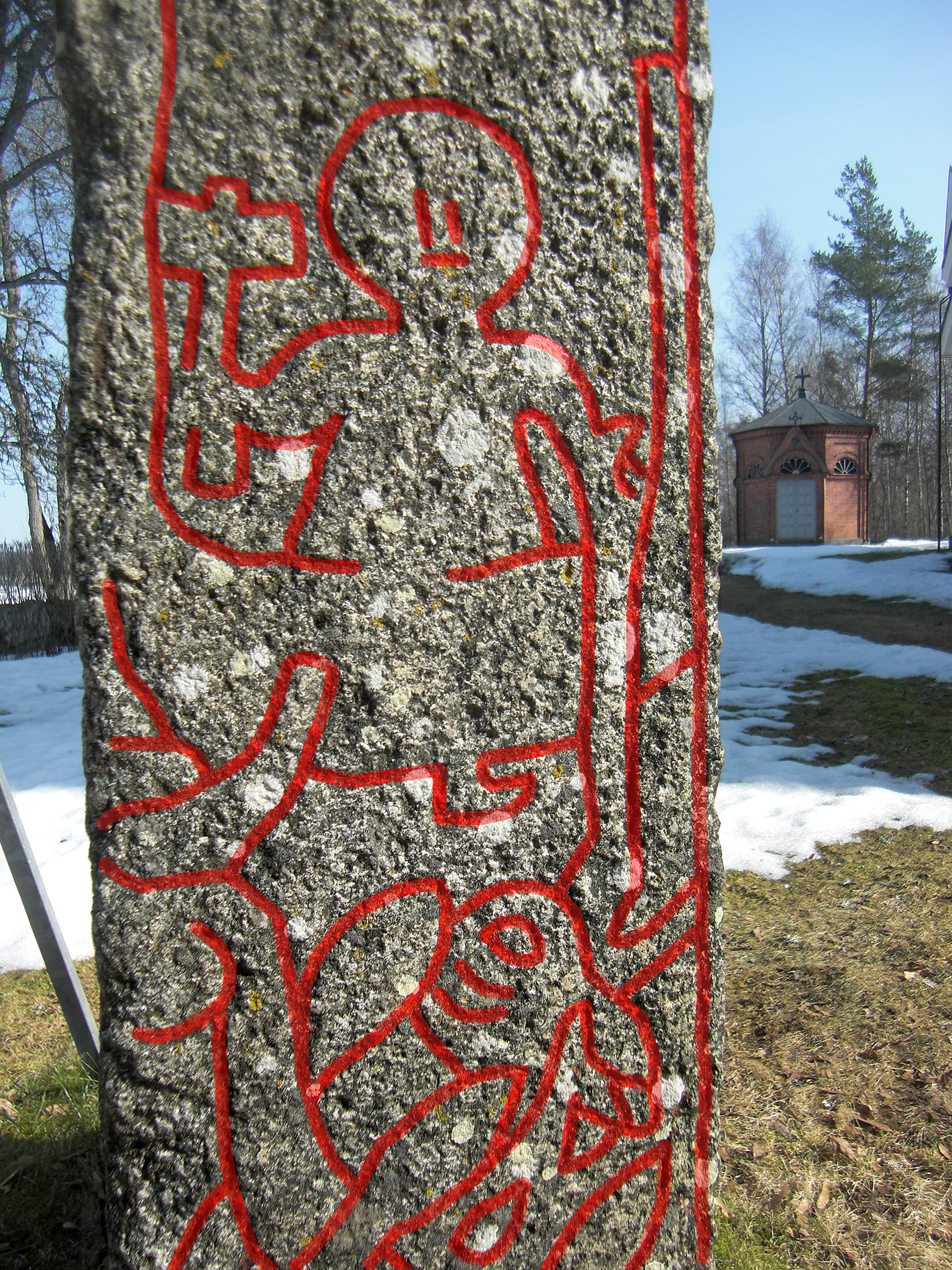
Runenstein von Altuna
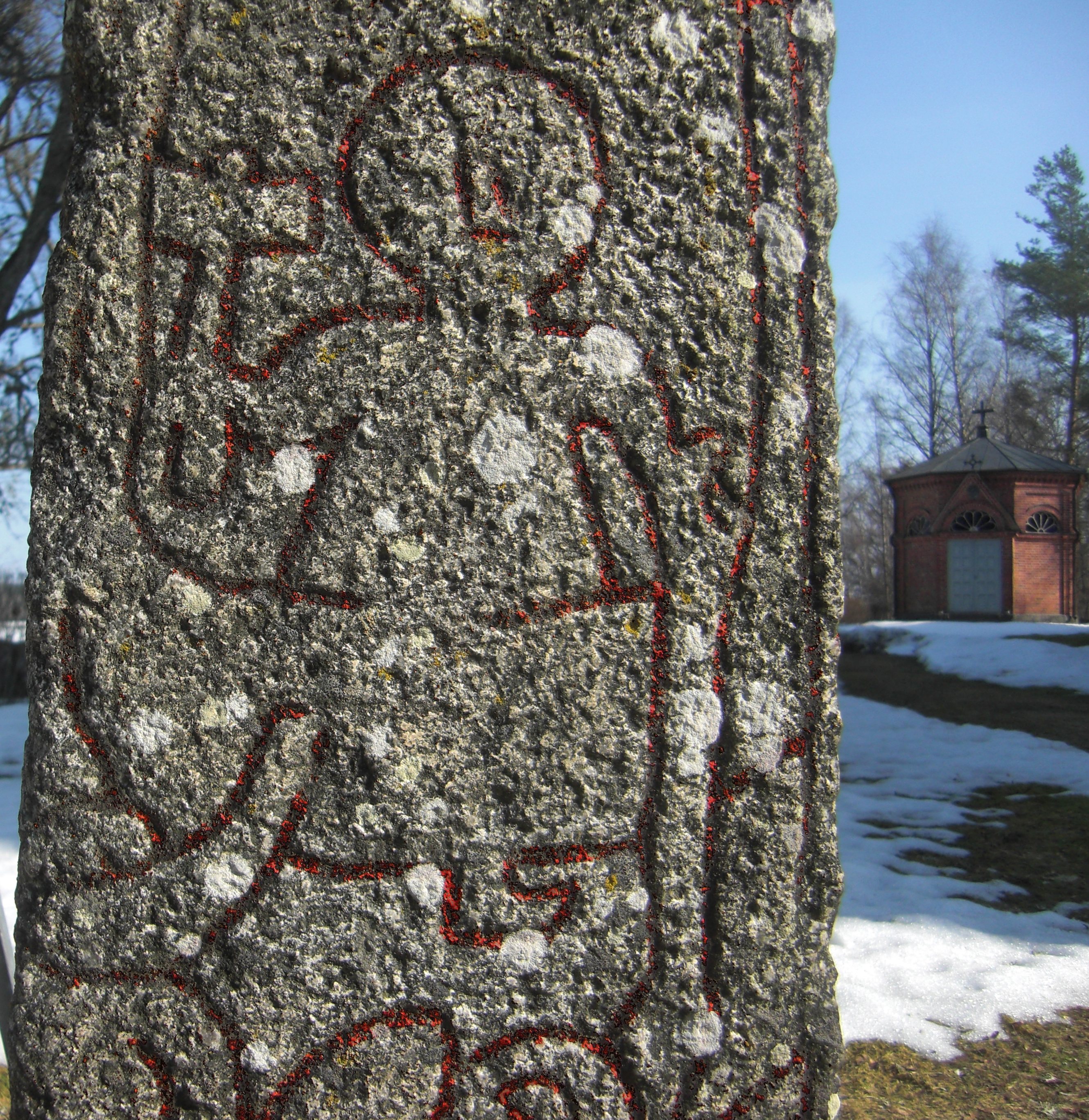
Runenstein von Altuna
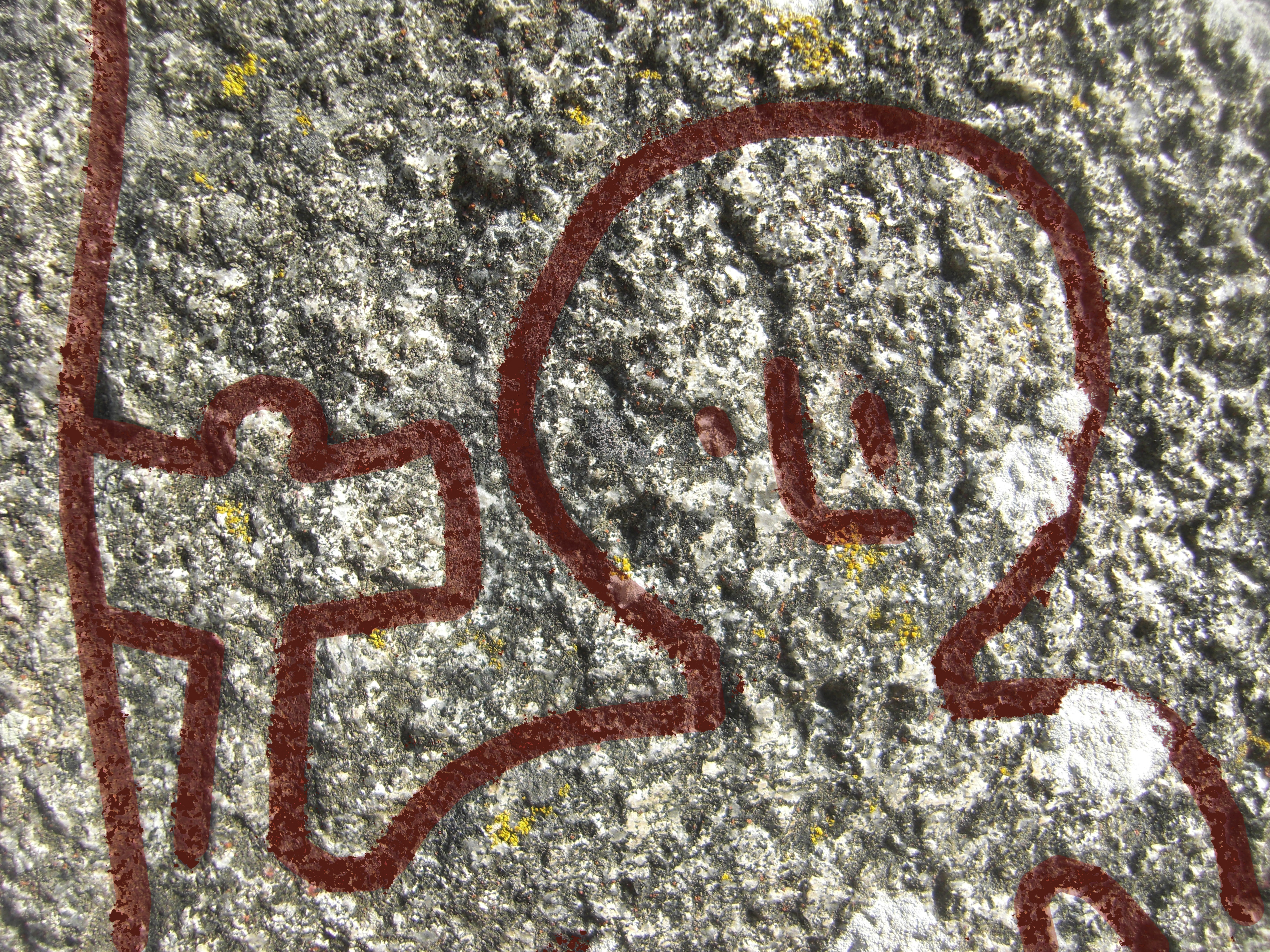
Nahbild von Thor auf dem Runenstein von Altuna
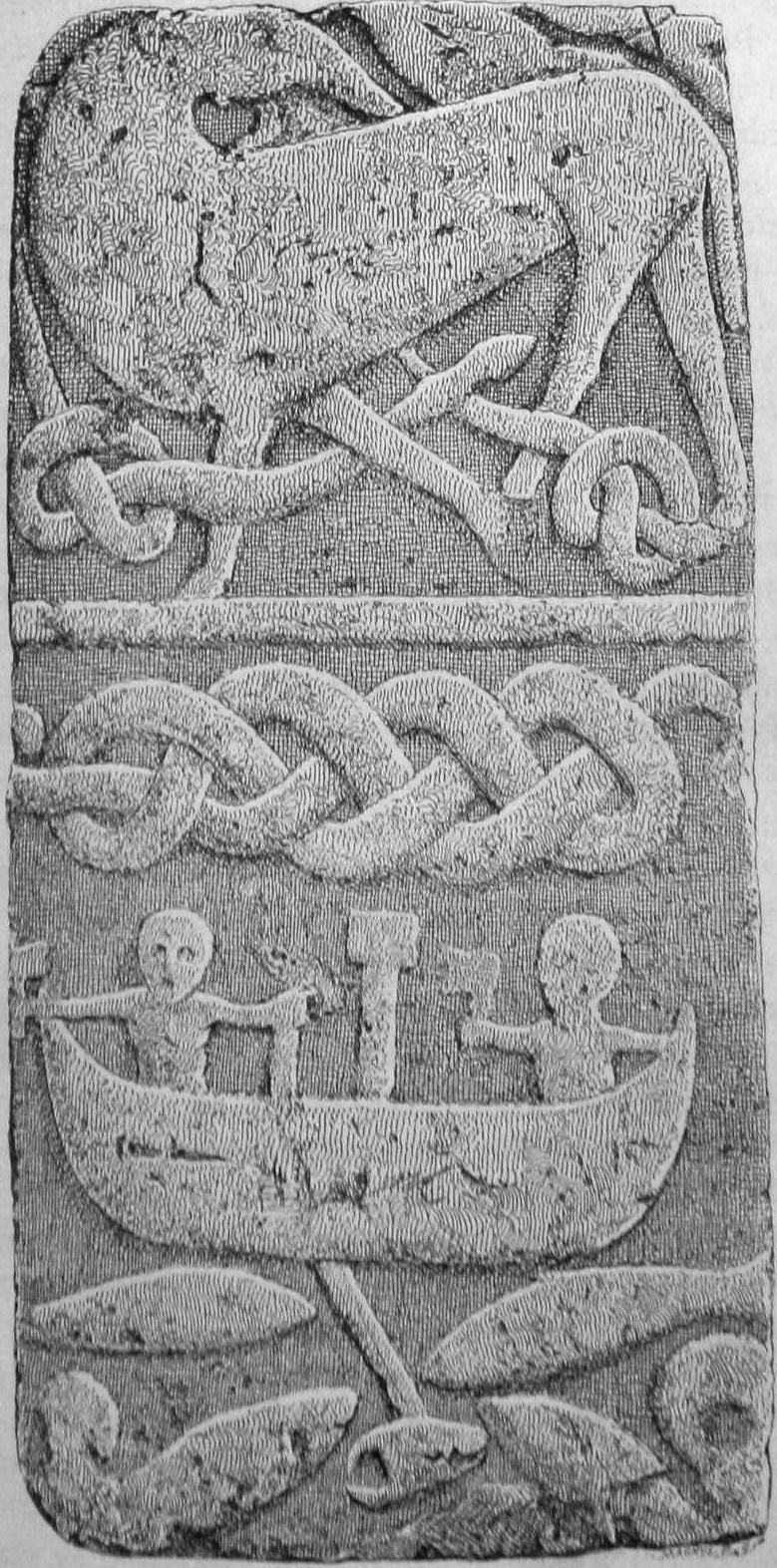
Fischfangszene auf dem Gosforth-Kreuz.

## Neuere Abbildungen

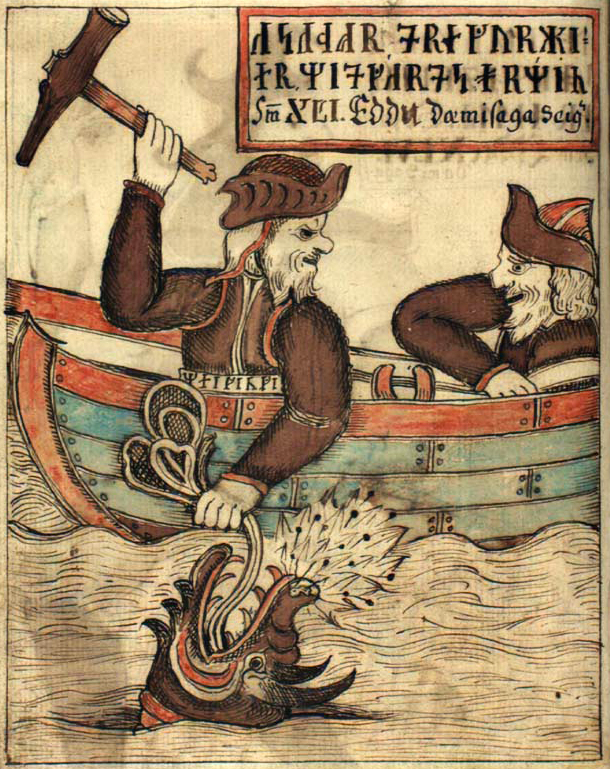
Illustration des isländischen Edda-Manuskripts (NKS 1867 4to) von 1760.
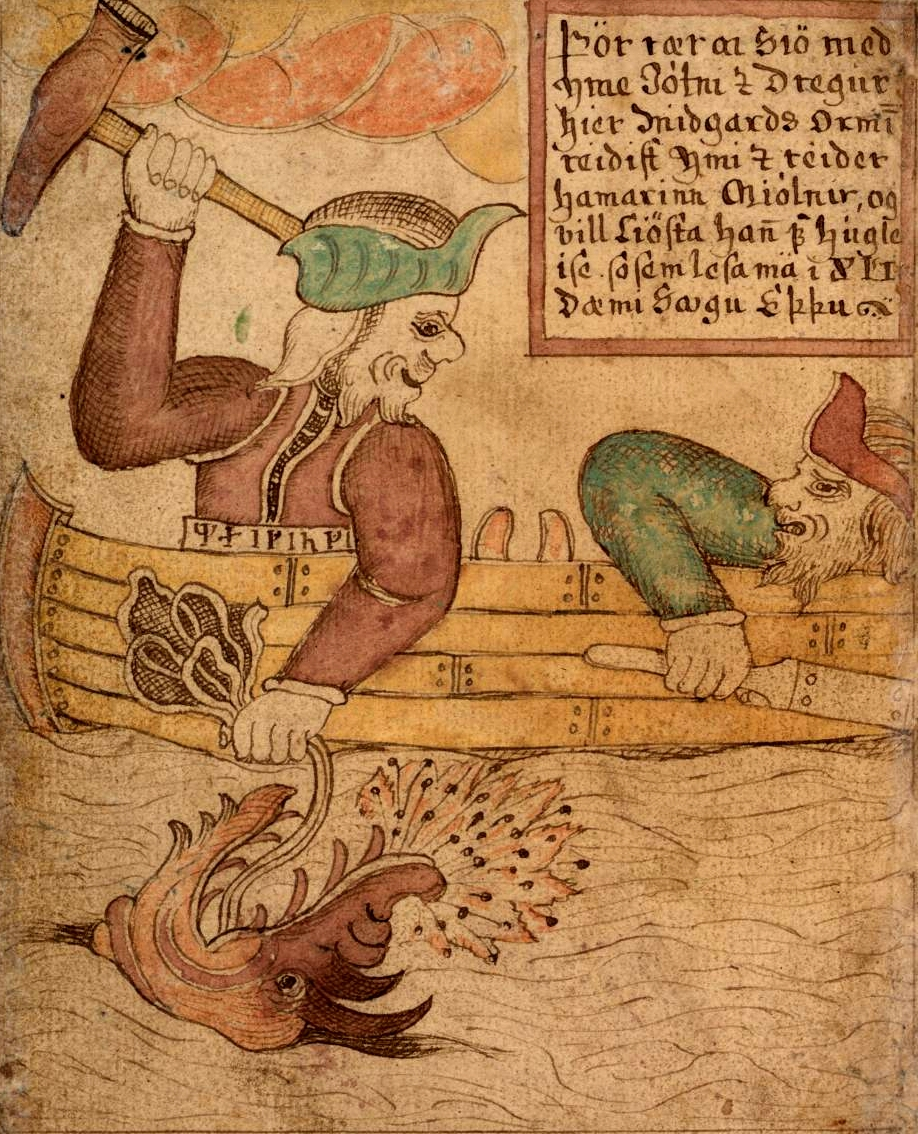
Eine weitere Illustration eines anderen isländischen Manuskripts (SÁM 66) aus den 1760ern.
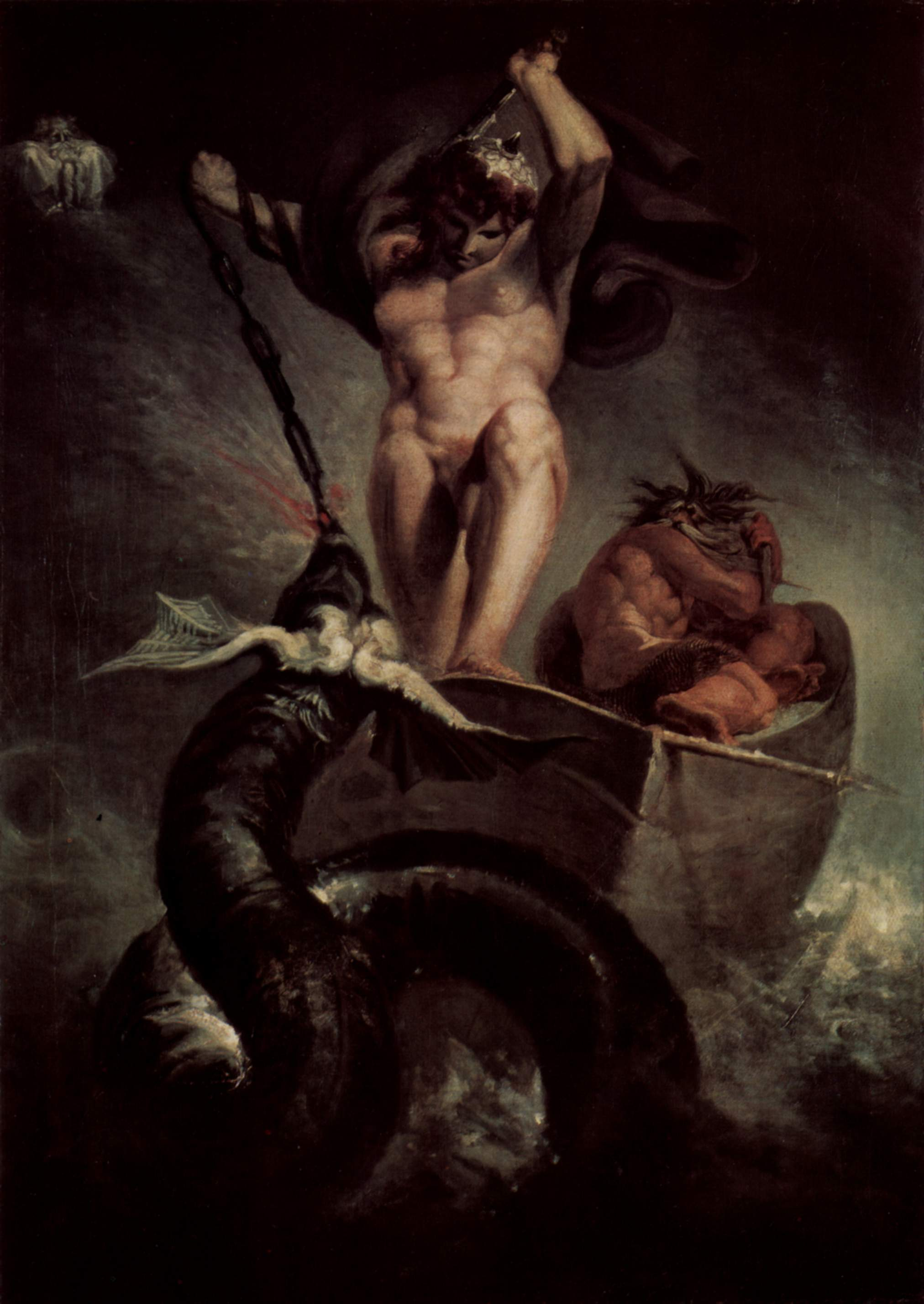
Ölmalerei von Johann Heinrich Füssli von 1788.
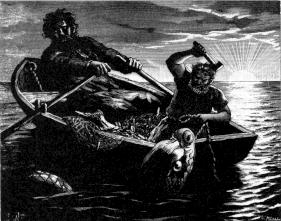
Illustration von Fredrik Sanders Eddaausgabe von 1893.
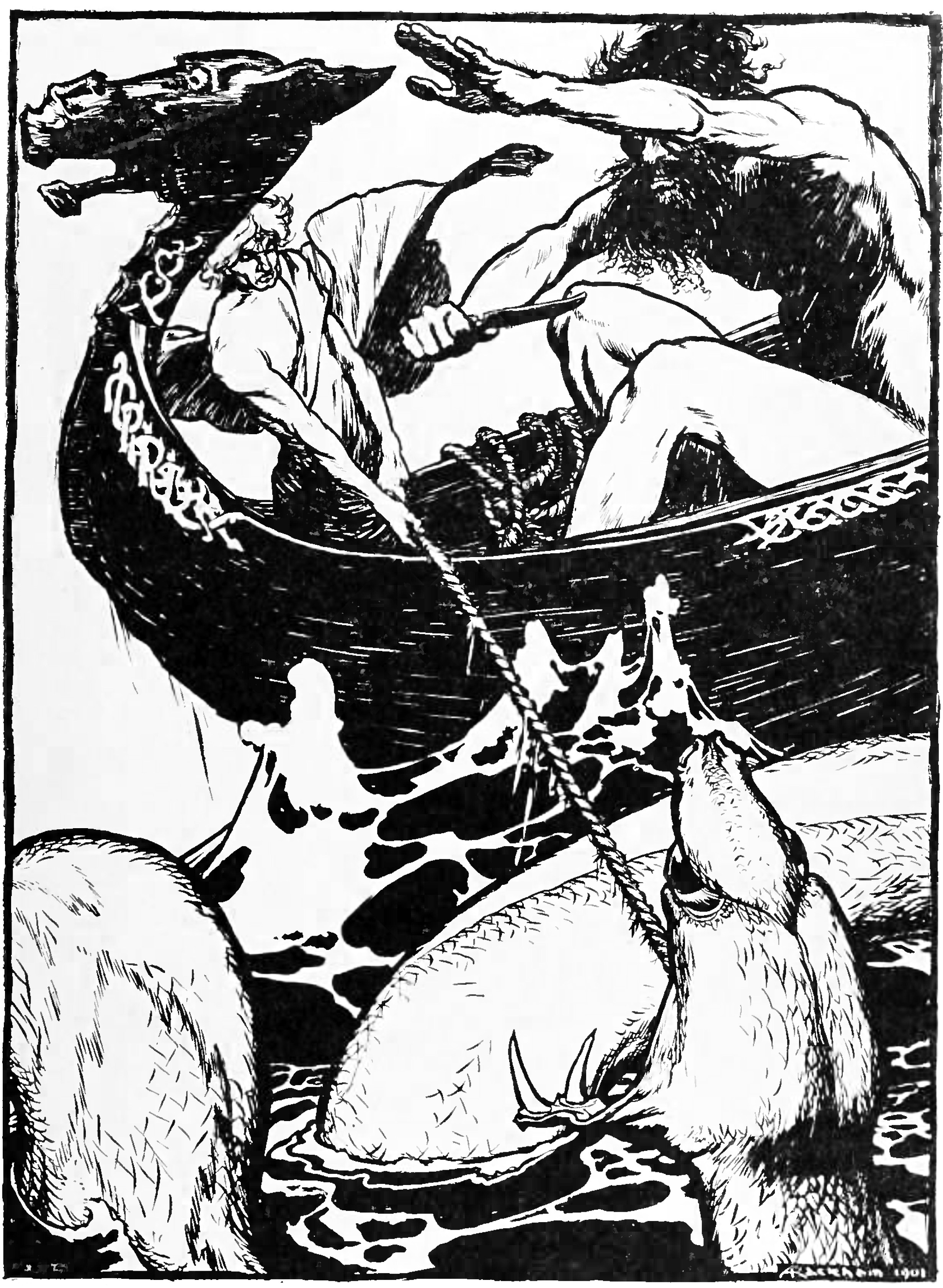
Arthur Rackhams Interpretation von 1901.
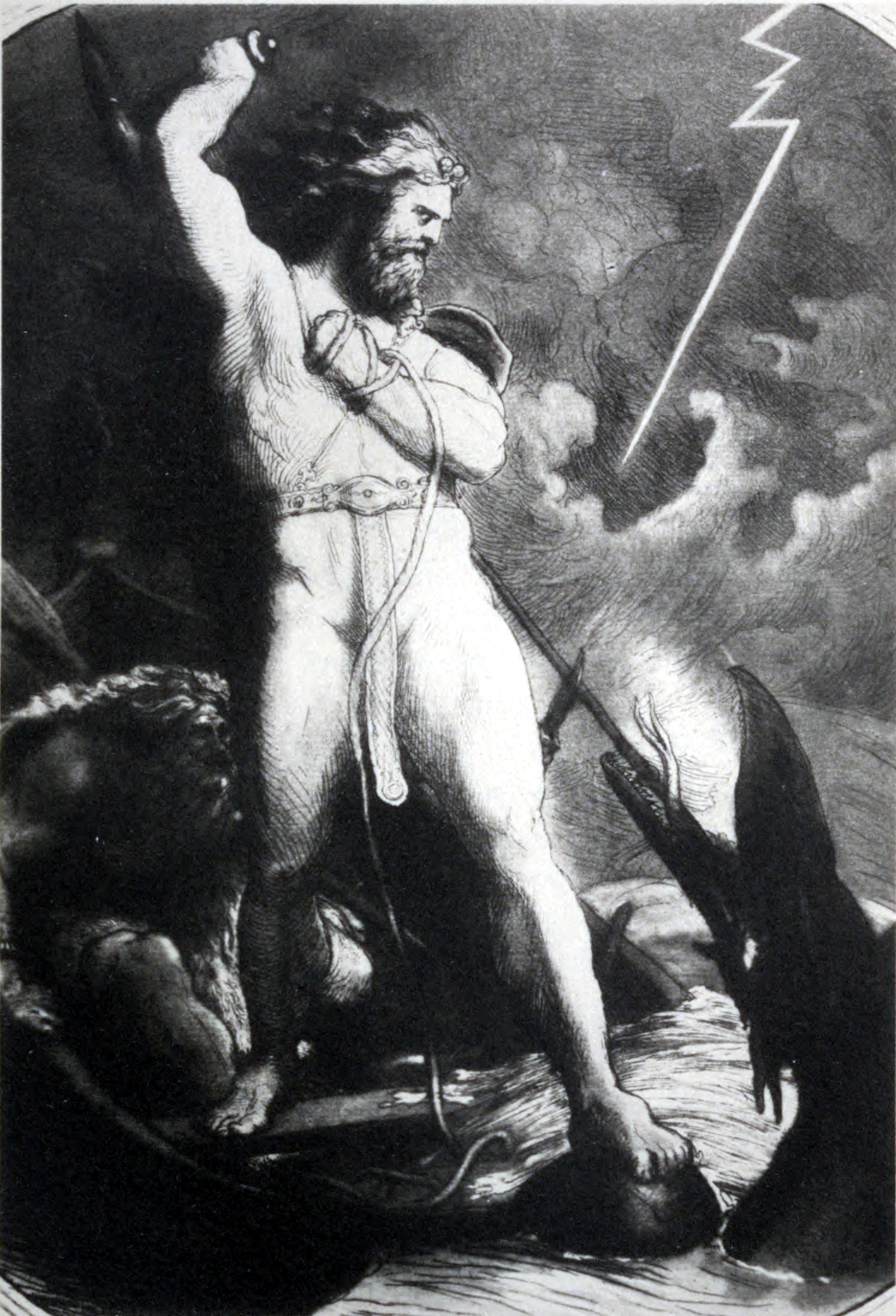
Interpretation von Lorenz Frölich in Viktor Rydbergs Teutonic Mythology von 1906.
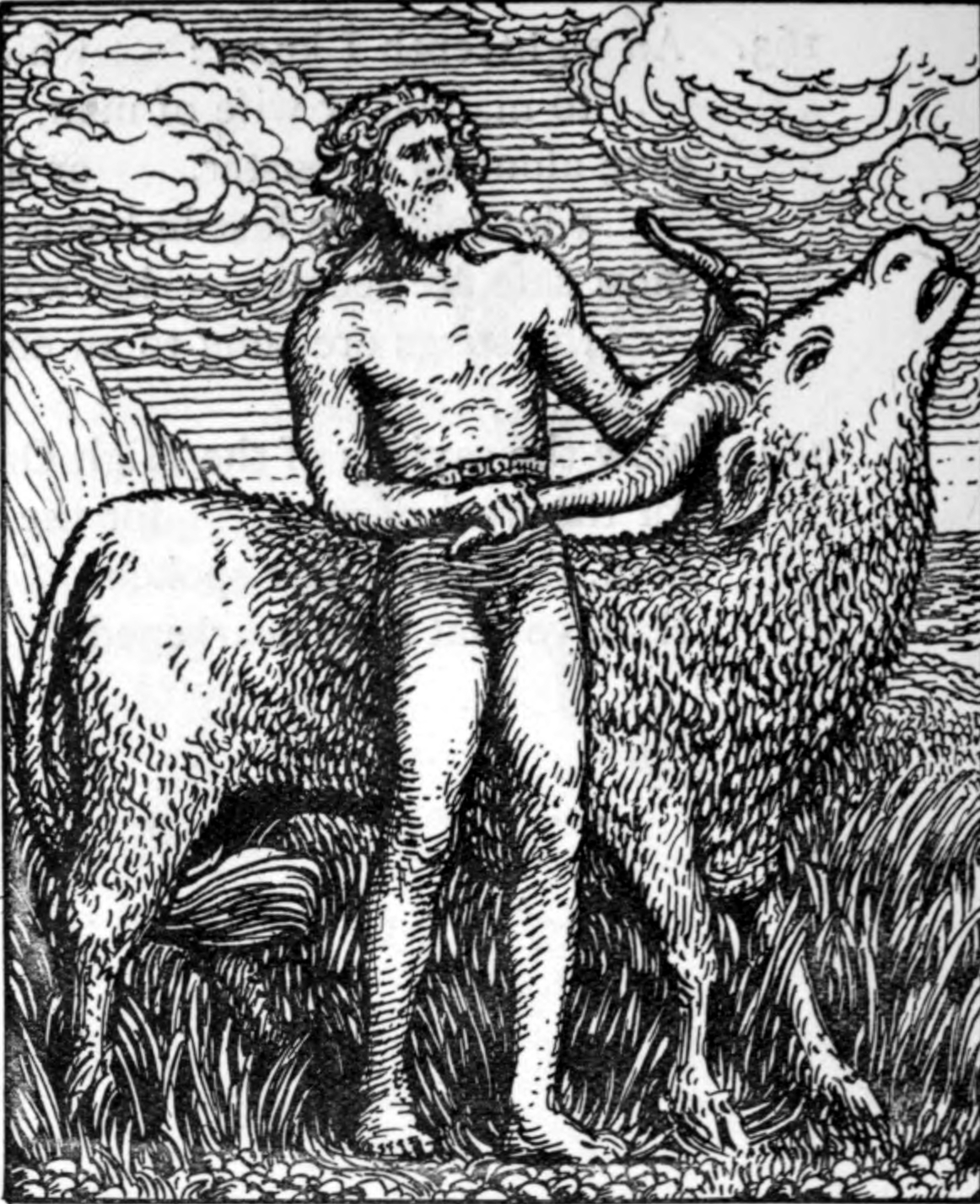
Thor schlachtet den Ochsen, den er als Köder benutzen will. Illustration von W. G. Collingwood aus Olive Brays Eddaübersetzung von 1908.
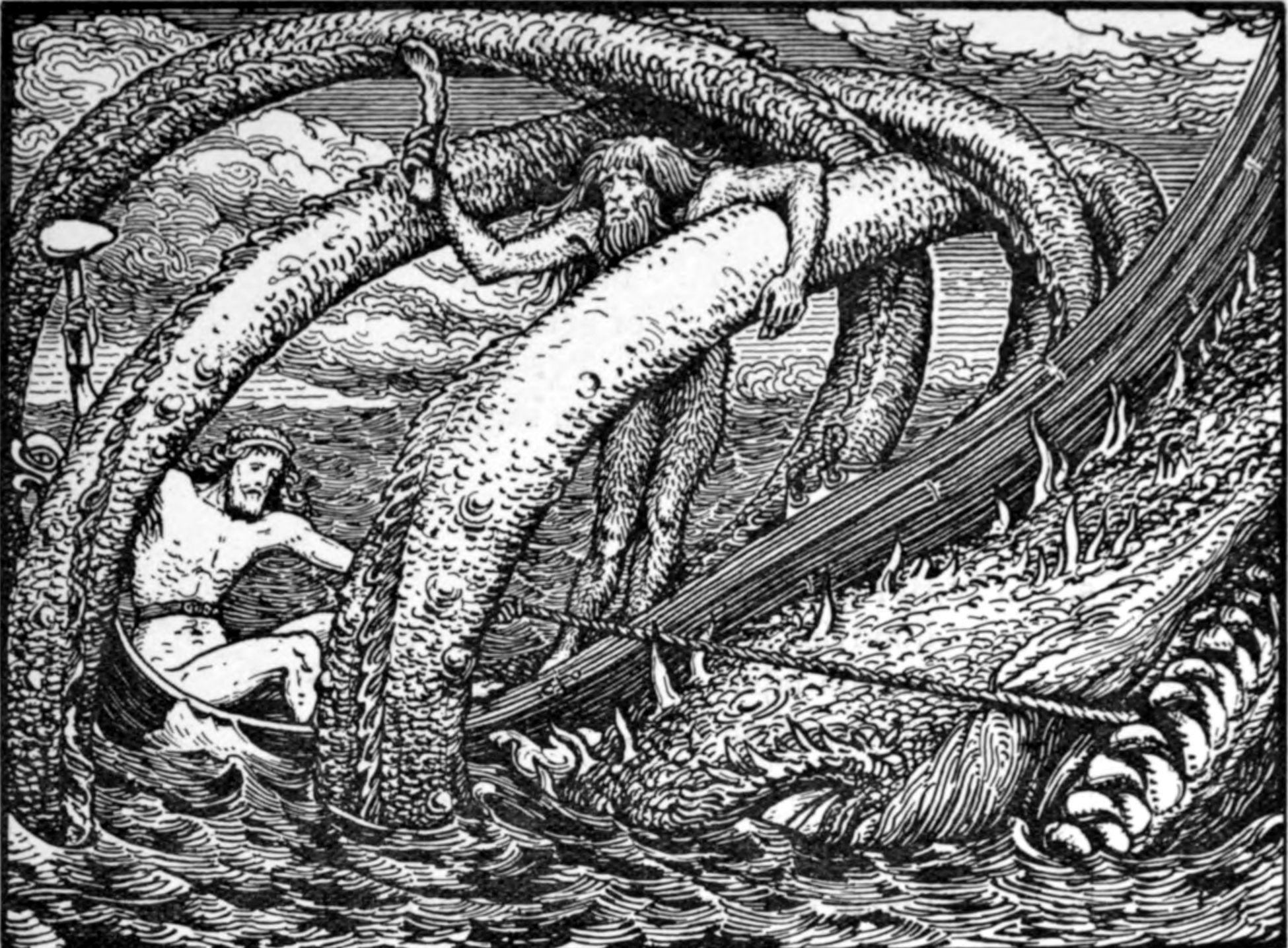
Collingwoods Version des Fischens aus Brays Eddaübersetzung von 1908.
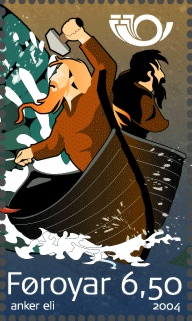
Färöische Briefmarke von 2004.